# Libyastus schoutedeni
Libyastus schoutedeni är en loppart som beskrevs av Berteaux 1947. Libyastus schoutedeni ingår i släktet Libyastus och familjen fågelloppor. Inga underarter finns listade i Catalogue of Life.